# Johann Caspar von Dörnberg (Diplomat)
Johann Caspar Freiherr von Dörnberg (* 25. November 1616 auf Schloss Hausen; † 30. Oktober 1680 in Kassel) war Diplomat im Dienste der Landgrafschaft Hessen-Kassel und Kasseler Kammerpräsident.

## Leben

### Herkunft und Familie
Johann Caspar Freiherr von Dörnberg entstammte dem Geschlecht der Freiherren von Dörnberg, das zum evangelischen hessischen Uradel gehörte. Von 1732 an hatten die von Dörnberg das Hofamt des Erbküchenmeisters (Erbhofmeisters) von Hessen-Kassel inne. Er war der Sohn des Ludwig von Dörnberg (1585–1643) und dessen Gemahlin Anna von Berlepsch (1594–1632) und mit Catharina Susanna Freiin von Erlach (1633–1686) verheiratet. Aus der Ehe ging der Sohn Wilhelm Ludwig (1661–1696) hervor. Dieser heiratete Hedwig Sophie Gräfin von Kunowitz (1666–1700, Tochter des Ministers Johann Dietrich von Kunowitz). Sie waren die Eltern von Charlotte Sophia (1664–1711, ⚭ Georg Freiherr Riedesel zu Eisenbach), Wilhelm Ludwig (1691–1741, Gutsbesitzer) und Johann Caspar (1689–1734, Diplomat).

### Wirken
Johann Caspar war Landgräflicher Kammerjunker und stand bereits in jungen Jahren als Gesandter im Dienst der Landgräfin Amalie, die nach dem frühen Tode ihres Mannes Wilhelm V. die vormundschaftliche Regentschaft für den Sohn Wilhelm VI. übernahm, bis dieser volljährig war. So war Johann Caspar mit den wichtigsten politischen Missionen betraut und begleitete den Landgrafen Wilhelm VI. auf dessen Reisen zu benachbarten Höfen. Er war Interessenvertreter Hessens bei den Verhandlungen zum Westfälischen Frieden.
Maßgeblich war er an den Vorbereitungen zur Wahl des Kaisers Leopold I. in Frankfurt beteiligt, wofür er am 16. April 1663 in den Reichsfreiherrnstand erhoben wurde. Einen wesentlichen Beitrag leistete er auch zur Stiftung der Frankfurter Allianz im Jahre 1679.
Er hatte auch das Amt des Hessischen Kammerpräsidenten inne.

### Auszeichnungen
- 1644 Geheimer Rat
- 1645 Kriegsrat